# Речной (Мартыновский район)
Речно́й — посёлок в Мартыновском районе Ростовской области.
Входит в состав Комаровского сельского поселения.

## История
В августе 1967 года населенный пункт Болотовский пункт «Заготзерно» переименован в Речной.

## Население
| 2010 |
| ---- |
| 79   |

## Улицы
- ул. Молодёжная,
- ул. Набережная,
- ул. Пикетная,
- ул. Степная.